# Formato deidrogenasi (NADP+)
La formato deidrogenasi (NADP+) è un enzima appartenente alla classe delle ossidoreduttasi, che catalizza la seguente reazione:
formato + NADP+ ⇄ CO2 + NADPH
L'enzima è una proteina che utilizza il tungsteno, il selenio ed il ferro come cofattori.